# Zhaba
Le zhaba (ou zaba) est une langue tibéto-birmane parlée  en Chine, dans le Sud-Ouest du Sichuan par environ 7 700 Zhaba.

## Classification interne
Le zhaba appartient au groupe des langues qianguiques à l'intérieur de la famille des langues tibéto-birmanes.

## Phonologie
Les tableaux présentent les phonèmes vocaliques et consonantiques de la variété de zhaba parlée dans le xian de Daofu, situé dans la préfecture de Ganzi.

### Voyelles
|         | Antérieure                    | Centrale | Postérieure       |
| ------- | ----------------------------- | -------- | ----------------- |
| Fermée  | i [i] ĩ [ĩ] ɪ [ɪ] ɪ̘ [ɪ̘] y [y] |          | ʊ [ʊ] ʊ̃ [ʊ̃] u [u] |
| Moyenne | e [e] ẽ [ẽ]                   | ə [ə]    | ø [ø] o [o]       |
| Ouverte | ɛ [ɛ] ɛ̃ [ɛ̃] a [a] ã [ã]       | ʌ [ʌ]    |                   |

### Consonnes
|               |               | Bilabiales | Alvéolaires | Alvéolaires | Postalv.  | Rétrofl.  | Alv.-pal. | Dorsales  | Dorsales | Dorsales | Glottales |
| ------------- | ------------- | ---------- | ----------- | ----------- | --------- | --------- | --------- | --------- | -------- | -------- | --------- |
| Centrales     | Latérales     | Bilabiales | Palatales   | Vélaires    | Postalv.  | Rétrofl.  | Alv.-pal. | Uvulaires |          |          | Glottales |
| Occlusives    | Sourde        | p [p]      | t [t]       |             |           |           |           |           | k [k]    | q [q]    |           |
| Occlusives    | Aspirées      | ph [pʰ]    | th [tʰ]     |             |           |           |           |           | kh [kʰ]  | qh [qʰ]  |           |
| Occlusives    | Sonore        | b [b]      | d [d]       |             |           |           |           |           | g [g]    |          |           |
| Fricatives    | sourdes       | f [f]      | s [s]       | ɫ [ɫ]       | ʃ [ʃ]     | ʂ [ʂ]     | ɕ [ɕ]     |           | x [x]    |          | h [h]     |
| Fricatives    | Aspirées      |            | sh [sʰ]     |             |           |           |           |           |          |          |           |
| Fricatives    | Sonore        | v [v]      | z [z]       |             | ʒ [ʒ]     | ʐ [ʐ]     | ʑ [ʑ]     |           | ɣ [ɣ]    |          | ɦ [ɦ]     |
| Affriquées    | Sourdes       |            | ts [t͡s]     |             | tʃ [t͡ʃ]   | tʂ [t͡ʂ]   | tɕ [t͡ɕ]   | cç [c͡ç]   |          |          |           |
| Affriquées    | Aspirées      |            | tsh [t͡sʰ]   |             | tʃh [t͡ʃʰ] | tʂh [t͡ʂʰ] | tɕh [t͡ɕʰ] | cçh [c͡çʰ] |          |          |           |
| Affriquées    | Sonores       |            | dz [d͡z]     |             | dʒ [d͡ʒ]   | dʐ [d͡ʐ]   | dʑ [d͡ʑ]   | ɟʝ [ɟ͡ʝ]   |          |          |           |
| Liquides      | Liquides      |            |             | l [l]       |           |           |           |           |          |          |           |
| Nasales       | Simples       | m [m]      | n [n]       |             | ɳ [ɳ]     |           |           |           | ŋ [ŋ]    |          |           |
| Nasales       | Dévoisées     | m̥ [m̥]      | n̥ [n̥]       |             | ɳ̥ [ɳ̥]     |           |           |           | ŋ̥ [ŋ̥]    |          |           |
| Semi-voyelles | Semi-voyelles | w [w]      |             |             |           |           |           | j [j]     |          |          |           |

### Une langue tonale
Le zhaba est une langue tonale qui possède trois tons différents dont les valeurs sont 55(53), 13(35) et 33(31).

## Sources
- (zh) Huang Bufan (Éditeur) et Xu Shouchun, Chen Jiaying, Wan Huiyin, A Tibeto-Burman Lexicon, Pékin, Presses de l'Université Centrale des Minorités, 1992,  (ISBN 7-81001-347-5)
- (en) Satoko Shirai, « Classifiers in nDrapa: Definition and Categorization », 言語研究（Gengo Kenkyu, vol. 162,‎ 2022, p. 25-46 (DOI 10.11435/gengo.162.0_25, lire en ligne)